# Sakae, Yokohama

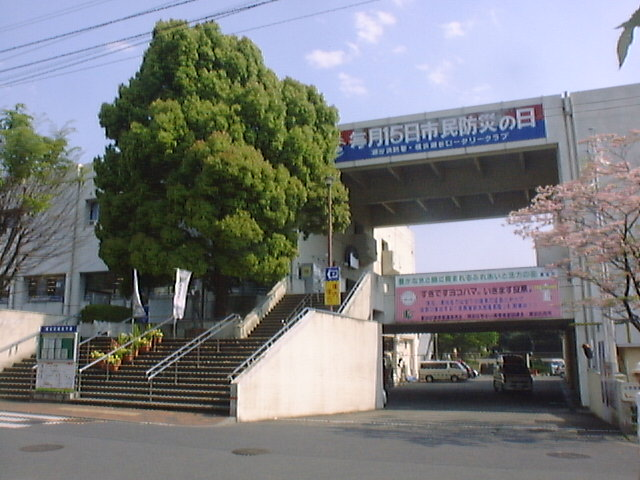
Văn phòng quận Seya

Sakae-ku (栄区) là một khu thuộc thành phố Yokohama, tỉnh Kanagawa, Nhật Bản. Quận có diện tích 18,55 km2, dân số năm 2010 là 124.845 người.

## Địa lý
Sakae nằm ở phía đông tỉnh Kanagawa và ở ranh giới tây nam của thành phố Yokohama. Khu vực này bằng phẳng với đồi nhỏ và thưa.

### Quận giáp ranh
- Quận Isogo
- Quận Kanazawa
- Quận Totsuka
- Quận Konan
- Kamakura, Kanagawa